# صيكوك
صيكوك هي وجبة مغربية تقليدية باردة، تتكون من عنصرين أساسين هما الشعير أو القمح، ثم اللبن المَخيض، حيث يمزج هذان المكونان للحصول على صيكوك، مع إضافة ملح أو سكر.
يرتبط صيكوك عند المغاربة عادة بالكسكس، حيث إن طريقة إعداد الشعير هي نفسها طريقة إعداد الكسكس. ويعتبر واحدا من بين أشهر الوجبات التقليدية في المغرب، كما أن الثمن المناسب للطبق يُعدُّ أحد عوامل شعبية الأكلة، فهو غذاء للغني والفقير.

## التسمية
حسب المؤرخ المغربي محمد حبيدة، فكلمة "صيكوك" ليس لها وجود في المعاجم العربية، وأصلها جاء في بداية الحماية الفرنسية (1912) حيث كانت للمُستعمرين خادمات مغربية تحضر لهم الكسكس، وعندما يتبقى شيء من الكسكس كانو يضعون عليه شيئا من الحليب أو اللبن ويطلبون من الخادمة أن تطعم به الدجاج، وكانت العبارة هي (بالفرنسية: ça aux coqs)‏، ومن هنا جاء مصطلح "صيكوك". لكن هذا التفسير أثار موجة من ردود الفعل بين كثير من النشطاء على مواقع التواصل الاجتماعي، خاصة من الأمازيغ الذين أكد كثير منهم أن الكلمة والوجبة ترجعان إلى ما قبل فترة الاستعمار بكثير، وأن أصلهما أمازيغي.
فبينما يُرجع البعض أصل "صيكوك" إلى الكلمة الأمازيغية "أزيكوك"، ويقصد بها "الكسكس المسقي باللبن المخيض"، مشيرين إلى ورودها ضمن المعجم العربي الأمازيغي لمحمد شفيق، يرى البعض الآخر أنه بالرجوع إلى معجم لسان العرب، نجد مفردة "اصماك اللبن، أي خثر جدا حتى صار كالجبن.. ولبن صمكيك وصمكوك هو اللزج.. والصمكيك من اللبن الخاثر جدا وهو حامض"، وعند انتقال كلمة صمكوك للتداول في العامية، تم استبدال الميم في صمكوك بياء، فأصبحت صيكوك.

## طريقة التحضير
يحتاج تحضير الصيكوك إلى مكونين أساسيين هما: الشعير واللبن (حليب تم خضّه إلى أن صار لبنا رائبا). حيث يتم مزج الشعير مع اللبن للحصول على صيكوك، ويُضاف إليه إما الملح أو السكر.

## روابط خارجية
- "Saikouk ou Sekouk Bel Lben / Couscous à la semoule d'orge (belboula) au petit lait". auxdelicesdupalais.net. اطلع عليه بتاريخ 2024-07-02..
- "Saikouk Belboula (Couscous au petit lait)". la-cuisine-marocaine.com. اطلع عليه بتاريخ 2024-07-02..